# マルコ・レーマー
マルコ・レーマー（Marko Rehmer、1972年4月29日 - ）は、東ドイツ・東ベルリン出身の元サッカー選手。ポジションはディフェンダー。

## 経歴
レーマーは1.FCウニオン・ベルリンなどでユース時代を過ごし、トップチームデビュー後も25歳まで同クラブでプレーした。1997年冬の移籍市場でハンザ・ロストックに加わった。1999年、ヘルタ・ベルリンへと移籍し、2001年、2002年と2年連続でDFLリーガポカールを獲得した。しかしこの頃は、度重なる怪我に苦しめられた。2005年にはアイントラハト・フランクフルトの一員となるも、やはり怪我に苦しめられ、2006-07シーズンの終了後に現役を引退した。
ドイツ代表としては、1998年9月2日に行われたマルタ代表との親善試合でデビューを果たし、その後5年間で35キャップを記録した。2000-01シーズンには、UEFA欧州選手権2000を含む20試合に出場。日韓W杯にも招集され、決勝トーナメント1回戦のパラグアイ代表戦に前半のみ出場した。

## 所属クラブ
- 1.FCウニオン・ベルリン 1990-1997
- ハンザ・ロストック 1997-1999
- ヘルタ・ベルリン 1999-2005
- アイントラハト・フランクフルト 2005-2007

## 代表歴

### 出場大会
- ドイツ代表
  - 2002 FIFAワールドカップ

### 試合数
- 国際Aマッチ 35試合 4得点（1998年-2003年）[3]

| ドイツ代表 | 国際Aマッチ | 国際Aマッチ |
| 年         | 出場        | 得点        |
| ---------- | ----------- | ----------- |
| 1998       | 5           | 0           |
| 1999       | 2           | 0           |
| 2000       | 9           | 1           |
| 2001       | 11          | 3           |
| 2002       | 3           | 0           |
| 2003       | 5           | 0           |
| 通算       | 35          | 4           |